# La Esperanza (Jujuy)
La Esperanza és una ciutat al departament de San Pedro de Jujuy, província de Jujuy, Argentina. A la vora de la RN 34. És a la vall del riu San Francisco de Jujuy, a 25 km de la confluència dels rius Grande i Lavayén que després formen el riu San Francisco. La zona presenta un clima subtropical humit, que afavoreix el cultiu de la canya de sucre, tabac i altres cultius tropicals que conformen el principal sustento econòmic de la regió. Tenia 5.002 habitants (INDEC, 2001), el que representa un decrement del -13,27% enfront dels 5.666 habitants (INDEC, 1991) del cens anterior.